# Kenny Veal
Kenny Leon Veal (* 26. Mai 1989 in Hamilton, Ohio) ist ein US-amerikanischer Arena-Football-Spieler. Er spielt derzeit auf der Position des Defensive Backs für die Columbus Destroyers in der Arena Football League (AFL).

## Karriere
Veal besuchte 2008 und 2009 die University of Toledo, wo er für deren Footballmannschaft, die Toledo Rockets, College Football spielte´. 2008 spielte er in allen elf Spielen, davon eines von Beginn an. Er erzielte 24 Tackles und eine Interception. 2009 spielte er ebenfalls in allen elf Spielen, diesmal in vieren von Beginn an, wobei er 14 Tackles und eine Interception erzielte. 2010 wechselte er an die Grand Valley State University, wo er im ersten Jahr ein Redshirtjahr einlegte. Nach Grand Valley wechselte er später noch an das Thomas Moore College.
2014 begann Veal bei den neugegründeten Nashville Venom aus der Professional Indoor Football League (PIFL) zu spielen. Mit diesen gewann er bereits in seiner ersten Saison die Ligameisterschaft. Auch 2015 spielte er für die Venom. 2015 bis 2017 verbrachte er Teile der Saisons bei den Cleveland Gladiators aus der Arena Football League (AFL). 2015 und 2016 spielte er dabei kein Spiel. Sein AFL-Debüt machte er an Ostern 2017, als er bei der 49:52-Niederlage der Gladiators gegen die Baltimore Brigade sein Team mit sieben Tackles anführte. Insgesamt erzielte er 24 Tackles und drei Interceptions, wovon er einen zum Touchdown zurücktrug. Er wurde zudem als Kick Returner eingesetzt. Die Saison 2017 beende er bei den Green Bay Blizzards aus der Indoor Football League (IFL), wo er in den letzten sechs Spielen auflief und 18 Tackles und eine Interception erzielte. In der IFL hatte Veal bereits 2016 bei den Wichita Falls Nighthawks gespielt, wo er vier Interceptions fing und mit seinen 38 Tackles seine Conference anführte. Im Dezember 2017 verpflichteten die Jacksonville Sharks aus der National Arena League (NAL) Veal. Am 7. März 2019 wurde Veal den wiedergegründeten Columbus Destroyers aus der AFL zugewiesen.